# کبک جنگلی دم‌دراز
کبک جنگلی دم‌دراز (نام علمی: Dendrortyx macroura) نام یک گونه از خانواده بلدرچین جهان جدید و سرده بلدرچین‌های درختی است. این گونه در مکزیک یافت می‌شود. زیستگاه آن جنگل‌های کوهستانی مرطوب و مزارع نیمه‌گرمسیری یا گرمسیری است.